# Malthodes sulphuribasis
Malthodes sulphuribasis is een keversoort uit de familie soldaatjes (Cantharidae). De wetenschappelijke naam van de soort werd in 1888 gepubliceerd door Edmund Reitter.